# حاجي بابا عمي
حاجي بابا عمي، من مواليد 3 فبراير 1944 في بني يزقن بولاية غرداية، هو وزير مالية سابق جزائري من 11 جوان 2016 حتى 25 ماي 2017.

## سيرة
مهندس اقتصادي متكون في المدرسة الوطنية المتعددة التقنيات بالجزائر العاصمة. اشتغل حاجي بابا عمي أولًا مهندسًا في الشركة الوطنية الجزائرية للعربات الصناعية من عام 1969 إلى عام 1981. شغل مناصب مهندس اقتصادي من 1969 حتى 1973 ورئيس قسم المشاريع من 1974 حتى 1978 ومدير قسم الهندسة لمدة ثلاث سنوات، بالموازاة شغل منصب الرئيس المدير العام للشركة المختلطة لإنتاج الآلات (ALMO) من 1978 إلى 1980.
في عام 1983، أصبح مديرًا لشركة Inter Service قبل أن يصبح رئيسًا لقسم الدراسات القطاعية في البنك الجزائري للتنمية من 1983 إلى 1984. 
بعد أن كان مديرًا للتخطيط في الوزارة التي تحمل الاسم نفسه بين عامي 1984 و 1988، أمضى بقية حياته المهنية في القطاع المالي. شغل مرتين منصب المدير العام للدراسات والتقديرات بوزارة المالية من 1989 إلى 1990 ومن 1995 إلى 2005. في ما بين ذلك، عُيٍّنَ مديراً مركزياً في بنك الجزائر من 1991 إلى 1992. ثم عُيٍّنَ مديرًا عامًا للخزينة العمومية من عام 2005 إلى عام 2013 قبل انضمامه إلى الحكومة في عام 2014 بتعيينه وزيرًا منتدبًا لدى وزير المالية مكلفًا بالميزانية والاستشراف.
أصبح في 11 جوان 2016 وزيرًا جزائريًا للمالية في حكومة سلال الرابعة.
متزوج وله أربعة أولاد.